# Моховое (Залегощенский район)
Моховое — село в Залегощенском районе Орловской области России. Административный центр Моховского сельского поселения.

## География
Село находится в центральной части Орловской области, в лесостепной зоне, в пределах центральной части Среднерусской возвышенности, к северу от реки Оптушка и автодороги 54А-1, на расстоянии примерно 20 км (по прямой) к западу-северо-западу (WNW) от посёлка городского типа Залегощь, административного центра района. Абсолютная высота — 247 м над уровнем моря.
Часовой пояс
Село Моховое, как и вся Орловская область, находится в часовой зоне МСК (московское время). Смещение применяемого времени относительно UTC составляет +3:00.

## Население
| 1939 | 1959  | 2002 | 2010 |
| ---- | ----- | ---- | ---- |
| 845  | ↗1318 | ↘938 | ↘904 |

Половой состав
По данным Всероссийской переписи населения 2010 года, в гендерной структуре населения мужчины составляли 43,4 %, женщины — соответственно 56,6 %.
Национальный состав
Согласно результатам переписи 2002 года, в национальной структуре населения русские составляли 96 % из 938 чел.